# 大崙 (雲林縣)
大崙，是台灣雲林縣斗六市的一個傳統地域名稱，位於該市南部偏西。相較於今日行政區，其範圍大致包括嘉東里不含西北端，崙峰里不含西北端及西南端、龍潭里南部凸出部分的東側中段地帶。

## 歷史
台灣清治末期至日治初期，大崙地區為一街庄，稱為「大崙庄」，隸屬於斗六堡。該庄西北與大潭庄為鄰，東北與林子頭庄、溪邊厝庄為鄰，東南邊為高林仔頭庄，南邊為水碓庄，西南邊為溝仔垻庄。
1901年（日治明治三十四年）11月，全台廢縣廳改設二十廳，該庄隸屬於斗六廳。1903年（明治三十六年）6月，該庄編入「斗六區」，隸屬於斗六廳。1909年（明治四十二年）10月，合併二十廳為十二廳，斗六區改隸屬於嘉義廳。1920年（大正九年），全台地方制度大改正，廢十二廳改設五州二廳，該庄改制為「大崙」大字，隸屬於臺南州斗六郡斗六街。
戰後斗六街改制為斗六鎮，隸屬於臺南縣，大字亦改制為里。1946年8月，斗六、林內分治，本地區仍隸屬斗六鎮。1950年10月，雲、嘉、南分治，斗六鎮改隸屬雲林縣。1981年，斗六鎮升格為縣轄斗六市。

## 聚落
本地區發展較早的聚落有樹頭（後廍）、茄苳腳、舊廍仔、大崙、劉厝等，在日治期初期的官方地圖上已有記載。

## 交通
台鐵縱貫線是台灣西部南北鐵路幹線，大致以東北—西南走向轉東北微東—西南微西走向經過大崙地區西北部邊界外不遠處。東北側最近的車站是斗六車站，屬一等站，除部分普悠瑪號、自強號外，其餘列車皆停靠；西南側最近的是斗南車站，屬二等站，停靠部分自強號及全部的莒光號及區間車。由此等可前往台鐵沿線各站。
國道3號又稱「福爾摩沙高速公路」，是貫穿台灣西部的兩條縱向高速公路之一，大致以北向南繞大彎轉東北—西南走向再轉北向南蜿蜒經過本地區東南部邊界外不遠處。北側最近的交流道是省道台3線交會處的斗六交流道；南側最近的是古坑交流道，包括縣道149甲線交會處北側匝道（僅供南出北入）及縣道158甲線交會處的南側匝道（僅供南入北出），兩匝道之間另夾有古坑系統交流道，即省道台78線（東西向快速公路－台西古坑線）東側端點。由此可快速前往台灣南北各地及雲林縣中、西部。
省道台78線即「東西向快速公路－台西古坑線」，是雲林縣境內的東西向快速公路，大致以西南西—東北東走向繞大彎轉西北西—東南東走向經過本地區南部邊界外不遠處，並在本地區西南郊設有古坑交流道。由該道路向西南西可前往斗南、虎尾南部、土庫、元長北部、東勢、台西等地；向東南東可前往高厝林子頭的東側端點（古坑端）並止於國道3號古坑系統交流道。
省道台1丁線（雲林路二段～三段）是莿桐經斗六至斗南的幹道，大致以東北—西南走向轉東北微東—西南微西走向經過本地區西北部邊界外不遠處。由該道路向東北經斗六市中心轉西北再轉北北西可前往保長廍東北部、竹圍子西南端、大埔尾、樹子腳西南端、莿桐市區南側並止於省道台1線路口；向西南微西可前往保長廍西南端、九老爺北端、新庄並止於其西部邊界地帶的省道台1線另一路口（斗南市區北郊）。
省道台3線（仁義路、無名道路、龍潭南路）俗稱「內山公路」，是臺北至屏東的幹道，大致以北向南轉東北—西南走向繞大彎轉北向南經過本地區西部。由該道路向北轉東北東繞大彎轉北北東再轉東北微東繞經斗六市區東南側可前往國道3號斗六交流道、林內、竹山、名間等地；向南繞大彎轉東南再轉南南西再轉南南東可前往省道台78線（東西向快速公路－台西古坑線）斗六交流道、古坑、梅山、竹崎、番路西部等地。
縣道154乙線（鎮南路、劉厝路）是莿桐鄉饒平（樹子腳）至古坑鄉永光（麻園、崁頭厝聯合聚落）的道路，大致以西北微北—東南微南走向轉北北西—南南東走向經過本地區中部偏東地帶。由該道路向西北微北可前往大潭東部、斗六市區、海豐崙西部、竹圍子西南部、大埔尾東部、麻園（莿桐鄉）西南端、麻園與樹子腳交界地帶並止於縣道154號路口；向南南東可前往水碓、古坑市區、麻園（古坑鄉）並止於省道台3線路口。
鄉道雲197線是大崙至嘉東（茄苳腳）的道路，全線位於本地區境內，其西南側端點（起點）位於本地區西部大崙聚落西北側的省道台3線舊線（仁義路）路口。由此向東蜿蜒而行，至路底轉北出聚落後，轉東北東蜿蜒而行，可前往本地區中部偏北的茄苳腳聚落並止於縣道154乙線路口。
鄉道雲198線（崙南路、嘉新路）是大崙至東和（溪邊厝）的道路，其西側端點（起點）位於大崙聚落中央偏西南的省道台3線舊線（仁義路）路口。由此向東微南轉東微北出聚落，其後轉東北東經縣道154乙線路口後轉東，其後轉東北再轉東南出境後，轉東南東再轉東北東可前往溪邊厝並止於縣道149甲線路口。

## 學校
- 環球科技大學
- 維多利亞小學